# 四酸化二窒素
四酸化二窒素（しさんかにちっそ、dinitrogen tetroxide or nitrogen peroxide）は化学式 N2O4で表される窒素酸化物の一種である。窒素の酸化数は+4。強い酸化剤で高い毒性と腐食性を有する。四酸化二窒素はロケットエンジンの推進剤で酸化剤として注目されてきた。また化学合成においても有用な試薬である。固体では無色であるが、液体、気体では平衡副生成物の為、呈色している場合が多い（構造と特性に詳細）。

## 構造と特性
分子構造は平面的でありN-N結合距離は1.78 Å、N-O 結合距離は1.19 Åである。不対電子を持たないため、二酸化窒素 (NO2) と異なり反磁性を示す 。四酸化二窒素自体は無色であるが、次の化学平衡の存在により二酸化窒素に由来する色、すなわち気体では赤褐色、液体では黄色に呈色している。
{\displaystyle {\ce {2NO2 <=> N2O4}}} {\displaystyle {\rm {\mbox{ +(57.23 kJ/mol)}}}}
また、加熱によって平衡が二酸化窒素側に移動する。
必然的に、二酸化窒素を含むスモッグは、四酸化二窒素を成分として含む。

## 製造方法
アンモニアを触媒的に酸化する反応により製造される。このとき希釈により反応温度を下げる目的で水蒸気が注入される。水の大部分を凝縮により除去し、さらに冷却すると、反応ガス中の一酸化窒素は酸化されて二酸化窒素となる。残った水は反応して硝酸となり除去される。最後に、冷媒液化装置で処理するとほぼ純粋な四酸化二窒素が得られる。

## ロケット推進剤としての利用
四酸化二窒素はこれまでに開発されたロケット推進剤のうち主要なものの1つである。1950年代よりアメリカ合衆国とソビエト社会主義共和国連邦のロケットに貯蔵可能な酸化剤として使われている。四酸化二窒素はヒドラジン系ロケット燃料（非対称ジメチルヒドラジン (UDMH) やモノメチルヒドラジン (MMH)）と組み合わせて自己着火性推進剤を構成する。
四酸化二窒素のロケット推進剤の一つとして初期においては空軍の大陸間弾道ミサイルを起原に持ち、多くの衛星発射を行なったタイタンロケットに使用されている。合衆国のジェミニ宇宙船やアポロ宇宙船にも使用され、スペースシャトル、多くの静止衛星や深宇宙探査機にも使われ続けている。四酸化二窒素の酸化剤は NASA がシャトルの後継としている次世代往還機においても使われ続けると見られている。そして、ロシアのプロトンロケットや中国の長征ロケットでは主要酸化剤としても利用されている。
推進剤の用途では四酸化二窒素は単に「四酸化窒素」 (Nitrogen Tetroxide) と表示され、'NTO' と表された略号が頻繁に使われる。付け加えるとチタン合金の応力腐食欠陥を防止する目的でNTOは数パーセントの一酸化窒素が添加されている場合が多く、そのように製造された推進剤等級の NTO は Mixed Oxides of Nitrogen (en:Mixed Oxides of Nitrogen, MON) と呼び表される。今日の多くの人工衛星は NTO の代わりに MON が使用される。例えばスペースシャトルの姿勢制御システムには MON3（3wt% の一酸化窒素を含有する NTO）が使用されている。

## 動力源に使用される四酸化二窒素
四酸化二窒素が可逆的に NO2 に解裂する性質が研究され解離気体 (dissociating gas) と呼ばれる先進動力発生システムに利用されている。冷却された四酸化二窒素は圧縮し加熱されると分子量が半分の二酸化窒素に解離する。この熱い二酸化窒素は管内で膨張させると圧力が低下し冷却される。この冷却効果がヒートシンクとして働き、元の分子量の四酸化二窒素が再生する。この解離気体のブレイトンサイクルは動力変換装置の効率向上に役立つと考えられている。

## 化学反応
四酸化二窒素には多様な化学が知られている。

### 硝酸製造の中間原料
硝酸は四酸化二窒素から大量合成されている。この化学種は水と反応として硝酸と亜硝酸とを生じる。
{\displaystyle {\ce {N2O4 + H2O -> HNO2 + HNO3}}}
副生成物の亜硝酸は加熱により不均化を起こし、 硝酸の収量を増やすと共に一酸化窒素を副成する。

### 金属硝酸塩の合成
四酸化二窒素は硝酸ニトロシル {\displaystyle {\ce {[NO^+][NO3^{-}]}}} 塩として振る舞い、強い酸化剤を形成する。
{\displaystyle {\ce {2N2O4 + M -> 2NO + M(NO3)2}}}
{\displaystyle {\ce {(M = Cu, Zn, Sn)}}}
テトラフルオロホウ酸ニトロシル {\displaystyle {\ce {NOBF4}}} (en:Nitrosyl fluoroborate) を参照のこと。